# 阿哈爾齊赫

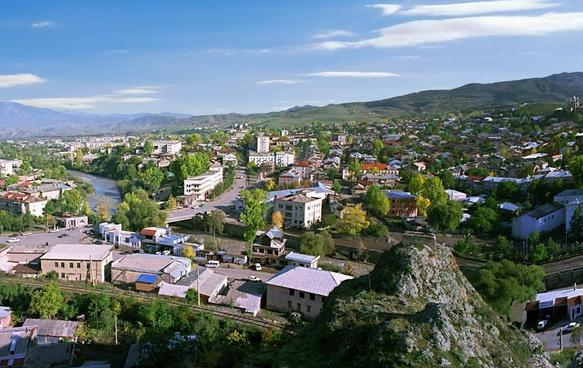

阿哈爾齊赫（羅馬化：Akhaltsikhe，發音：[aχaɫtsʰiχe]）是格魯吉亞西南部薩姆茨赫-賈瓦赫蒂大区阿哈爾齊赫市鎮的城市及其行政中心。毗鄰土耳其邊境，始建於12世紀，海拔高度約1,000米，2014年人口17,903。

## 友好城市
- 土耳其阿爾特溫
- 土耳其阿爾達漢